# Росица Янакиева
Росица Йорданова Янакиева-Костадинова, повече известна само като Росица Янакиева, е българска химик и политик, заместник-председател на Народното събрание от 2014 до 2015 г. (XLIII народно събрание).

## Биография
Завършва химия в Софийския университет. Работи в Перник като технолог в завод „Пектин“, директор на Окръжния младежки дом и енергетик на цех в „Топлофикация“.
Народен представител от БСП (2005 – 2009) и от АБВ (2014 – 2015). Кмет на кметство „Изток“ (1995 – 2005) и кмет на община Перник (2007 – 2014). Член на Управителния съвет на Демократичния съюз на жените.
Омъжена е, има дъщеря Александрина, син Петър и внуци.
Умира на 26 януари 2015 г.